# Soraya Chemaly

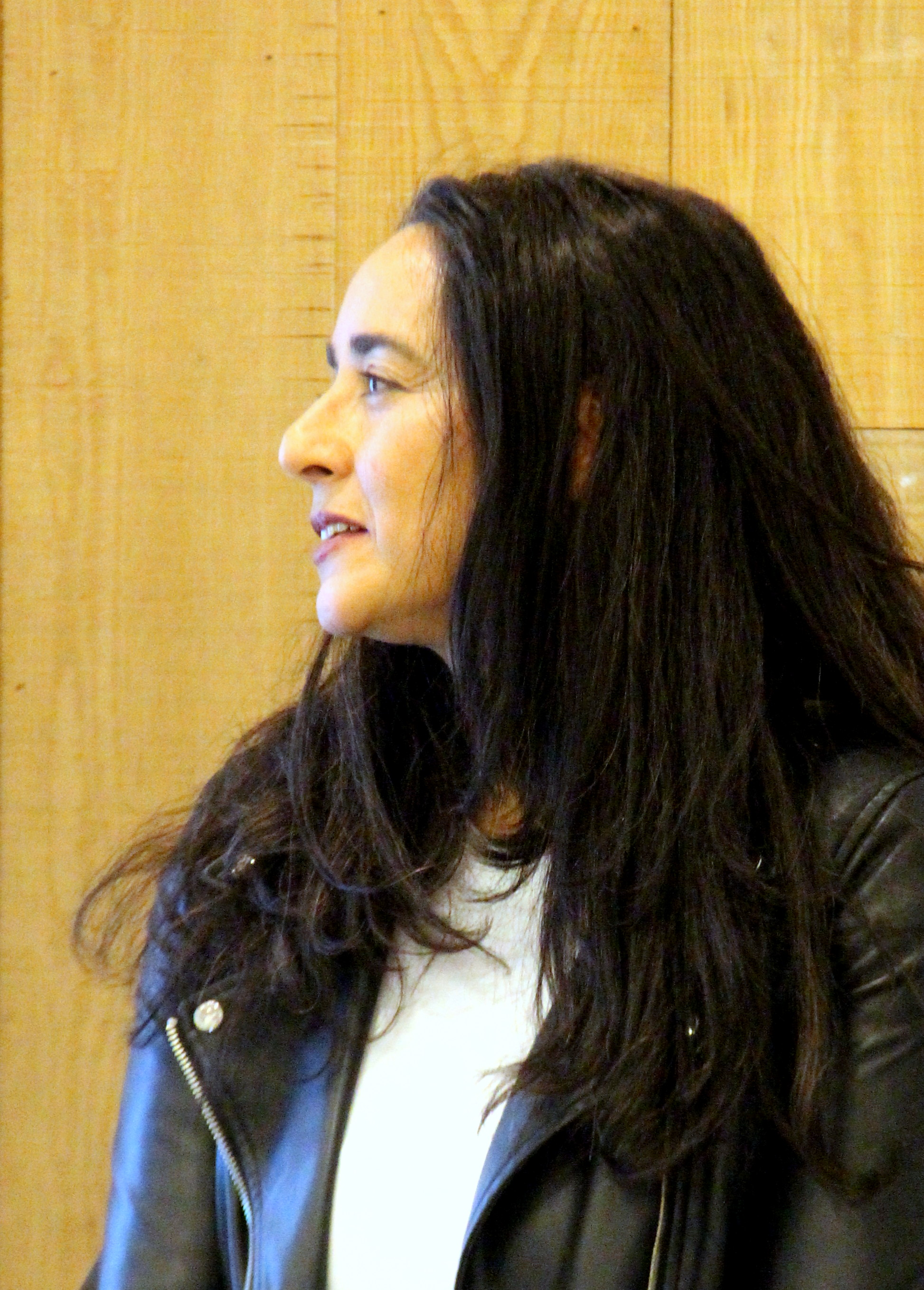
Soraya Chemaly (2017)

Soraya Lisa Catherine Chemaly (geboren 1966 in Florida) ist eine amerikanische Autorin, Aktivistin und Feministin. In Deutschland wurde sie mit ihrem Buch Speak out! Die Kraft weiblicher Wut bekannt.

## Leben
Soraya L. Chemaly stammt von arabischen Christen ab, die in den 1920er Jahren aus Jordanien und dem Libanon nach Haiti ausgewandert waren. Sie wurde in den USA geboren und wuchs streng katholisch erzogen auf den Bahamas auf, wo ihre Eltern eine Kette von Geschenkartikelläden besaßen. Nach dem Highschool-Abschluss auf der Phillips Academy begann sie Katholische Theologie zu studieren, dann Geschichte und Frauenstudien. Als Studentin gründete sie das feministische Magazin The New Press. Sie schloss ihr Studium an der Georgetown University in Washington, D.C. 1988 mit Magna cum laude ab. Als sie die Universität verließ, war sie nach eigener Aussage eine „feministische Atheistin“. Chemaly wurde als Mitglied in die Phi Beta Kappa aufgenommen. In den 1990er Jahren arbeitete sie bei dem Medienunternehmen Gannett Company in Washington. Bis 2010 war sie als Marketingberaterin in der Medien- und IT-Industrie tätig.
Als freiberufliche Journalistin und Autorin schreibt sie u. a. für The Atlantic, Time, The Guardian, Huffington Post und die feministische Zeitschrift Ms. Sie beschäftigt sich mit den Themen Meinungsfreiheit, Gender, Frauenrechte, sexualisierte Gewalt, Medien und Technologie. Außerdem ist sie Leiterin des Women’s Media Center Speech Project, einer Initiative zur Förderung von Frauen in politischen Bereichen.
Soraya Chemaly ist seit 1992 verheiratet und hat zwei Töchter. Sie lebt in Washington, D.C.

## Preise
Im Jahr 2015 gewann Chemaly den „Donna Allen Award“ für feministische Interessenvertretung und den „Secular Woman Feminist Activism Award“ der Association for Education in Journalism and Mass Communication. 2014 wurde sie von dem Magazin Elle zu einer der 25 inspirierendsten Frauen ernannt, denen man auf Twitter folgen sollte.
2016 erhielt sie den Frauen- und Medienpreis des Women’s Institute for Freedom of the Press (WIFP). Sie war 2017 Mitempfängerin des „Mirror Award“ der  Newhouse School of Public Communications für das beste Einzelfeature des Jahres 2016, ein investigativer Bericht über Redefreiheit und Moderation von Online-Inhalten.

## Rezeption
Chemalys erstes Buch Rage Becomes Her: The Power of Women’s Anger erschien 2018 und wurde u. a. in der New York Times und der Washington Post besprochen. The New Yorker widmete dem Thema des Buchs einen ausführlichen Essay. Chemaly präsentiere eine eingehende Untersuchung der Ursachen weiblicher Wut. Das Buch erschien 2019 in französischer, italienischer, spanischer und niederländischer Übersetzung. In deutscher Übersetzung veröffentlichte es der Suhrkamp Verlag im Mai 2020 unter dem Titel Speak out! Die Kraft weiblicher Wut.
Die Autorin arbeite sich darin „durch alle aktuellen Varianten der Frauendiskriminierung“, als Woman of Color denke sie „rassistische Diskriminierung immer mit, ebenso wie die Benachteiligung von queeren Menschen“, schrieb Susanne Billig in Deutschlandfunk Kultur. Sie bewege sich „mitreißend“ hin und her „zwischen packenden Erfahrungsberichten und einer beeindruckenden Recherche psychologischer, soziologischer, biologischer und politikwissenschaftlicher Studien“. Susan Vahabzadeh (Süddeutsche Zeitung) las das Buch als „abwechselnd flammendes Manifest, Selbsterfahrungsbericht und Herleitung aus Studien“. Die meisten Frauen würden Soraya Chemaly aus Erfahrung recht geben: Wut werde bei Frauen nicht gern gesehen. In der TAZ zog Helen Roth das Fazit: Chemalys Buch mache „Schluss mit dem Mythos von der Frau als jäh- und rachsüchtige Xanthippe“, sie entwickele „ein Frauenbild, das die Kraft hat, die Gesellschaft in eine freie und offenere umzugestalten“.

## Veröffentlichungen

### Bücher
Monografie
- Rage Becomes Her. The Power of Women’s Anger, Atria Books, NYC 2018, ISBN 978-1-5011-8955-5

- Speak out! Die Kraft weiblicher Wut, aus dem amerikanischen Englisch von Kirsten Riesselmann und Gesine Schröder, Suhrkamp Verlag, Berlin 2020, ISBN 978-3-518-46946-0

Buchbeiträge (Auswahl)
- Constructing the Future. The Believe Me Internet, in: Jessica Valenti, Jaclyn Friedman (Hrsg.): Believe me: How trusting Women can change the World, Basic Books, New York 2020, ISBN 978-1-58005-879-7, S. 93–110
- Demographics, Design, and Frei Speech: How Demographics have produced Social Media Optimized für Abuse and the Silencing of Marginalized Voices, in:  Susan J. Brison, Katharine Gelber (Hrsg.): Free Speech in the Digital Age, Oxford Univ. Press 2019, ISBN 978-0-19-088359-1, S. 150–169
- Dresscodes or How Schools Skirt around Sexism and Homophobia, in: Katie Cappiello et al.: SLUT. A Play and Guidebook for Combating Sexism and Sexual Violence, Feminist Press at City University of New York, 2015, ISBN 978-1-55861-870-1, S. 229–236
- Slut-Shaming and Sex Police: Social Media, Sex, and Free Speech, in: Shira Tarrant (Hrsg.): Gender, Sex, Politics. In the Streets and Between the Sheets in the 21st Century, Taylor & Francis, London 2014, ISBN 978-0-415-73783-8, S. 125–140

### Artikel
- Trump’s Attacks on Congresswomen Are Racist and Sexist. Ignoring That Is a Mistake We Can’t Afford, Glamour
- How women and minorities are claiming their right to rage,  The Guardian
- What Men Should Understand About Sexist Microaggressions, DAME
- Campus Protests Are Part of a Critique of White Male Privilege, TIME
- In Orlando, as Usual, Domestic Violence Was Ignored Red Flag, Rolling Stone
- Washington Post Appointment Emblematic of Media Industry’s Persistent Marginalization of Women, Women's Media Center Feature
- Why we need to take street harassment seriously, Washington Post
- Reddit row: The symbiosis of online sexism and tech’s gender gap, New Scientist
- What Should High Schools Do? 44 Percent of Sexual Assaults Happen Before College, Huffington